# Sperlingens backe 47

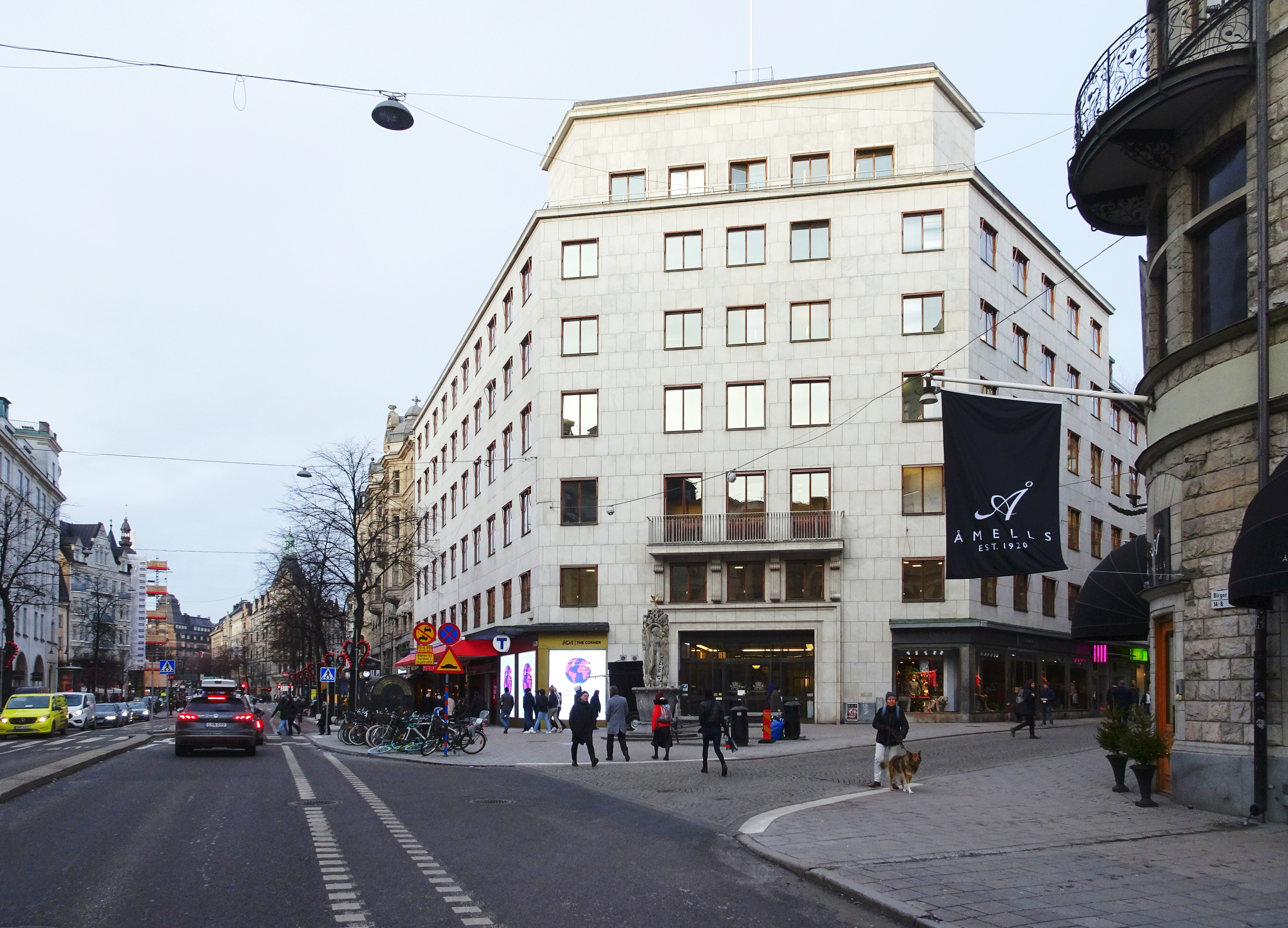
Sperlingens backe 47, sedd från söder, 2019.

Sperlingens backe 47 är en fastighet i kvarteret Sperlingens backe vid hörnet Birger Jarlsgatan 16 och Grev Turegatan 1 på Östermalm i Stockholm. Tomten bebyggdes första gången 1894 med ett påkostat bostadshus vilket sedan revs 1934. Nuvarande byggnad uppfördes 1935 åt Städernas allmänna brandstodsbolag och är grönmärkt av Stadsmuseet i Stockholm, vilket innebär att byggnaden bedöms vara ”särskilt värdefull från historisk, kulturhistorisk, miljömässig eller konstnärlig synpunkt”.

## Historik

### Kumliens byggnad
Kvarteret Sperlingens backe började bebyggas med påkostade stenhus i slutet av 1800-talet. I kvarterets södra spets i hörnet Birger Jarlsgatan och Grev Turegatan (Sperlingens backe nr 47) uppfördes 1892–1894 ett praktfullt bostadshus efter ritningar av arkitekt Hjalmar Kumlien, fasadritningarna är signerade Alfred Hellerström. På ett fotografi från 1895 syns det nybyggda huset och framför det ett äldre stenhus som blev kvar under något år när den nya Birger Jarlsgatan drogs fram över bebyggelsen mellan Nybroplan och Stureplan. 
Hellerström gestaltade fasaderna i gotiserande stil med spetsbågiga fönster och mönstermurade tegelfasader. I höjd med bottenvåningen och våning 1 trappa utfördes fasadens rusticering. I bottenvåningen anordnades butikslokaler. Husets kortsida mot syd framhävdes genom två hörntorn med spetsiga tornhuvar som sågs långt över Birger Jarlsgatan. På huset bakgård låg mellan 1917 och 1934 biografen Piccadilly där Sveriges första ljudfilm demonstrerades i februari 1926. Hjalmar Kumliens stenhus revs 1934 för att bereda plats för Städernas allmänna brandstodsbolagets nya kontorshus.

Historiska bilder
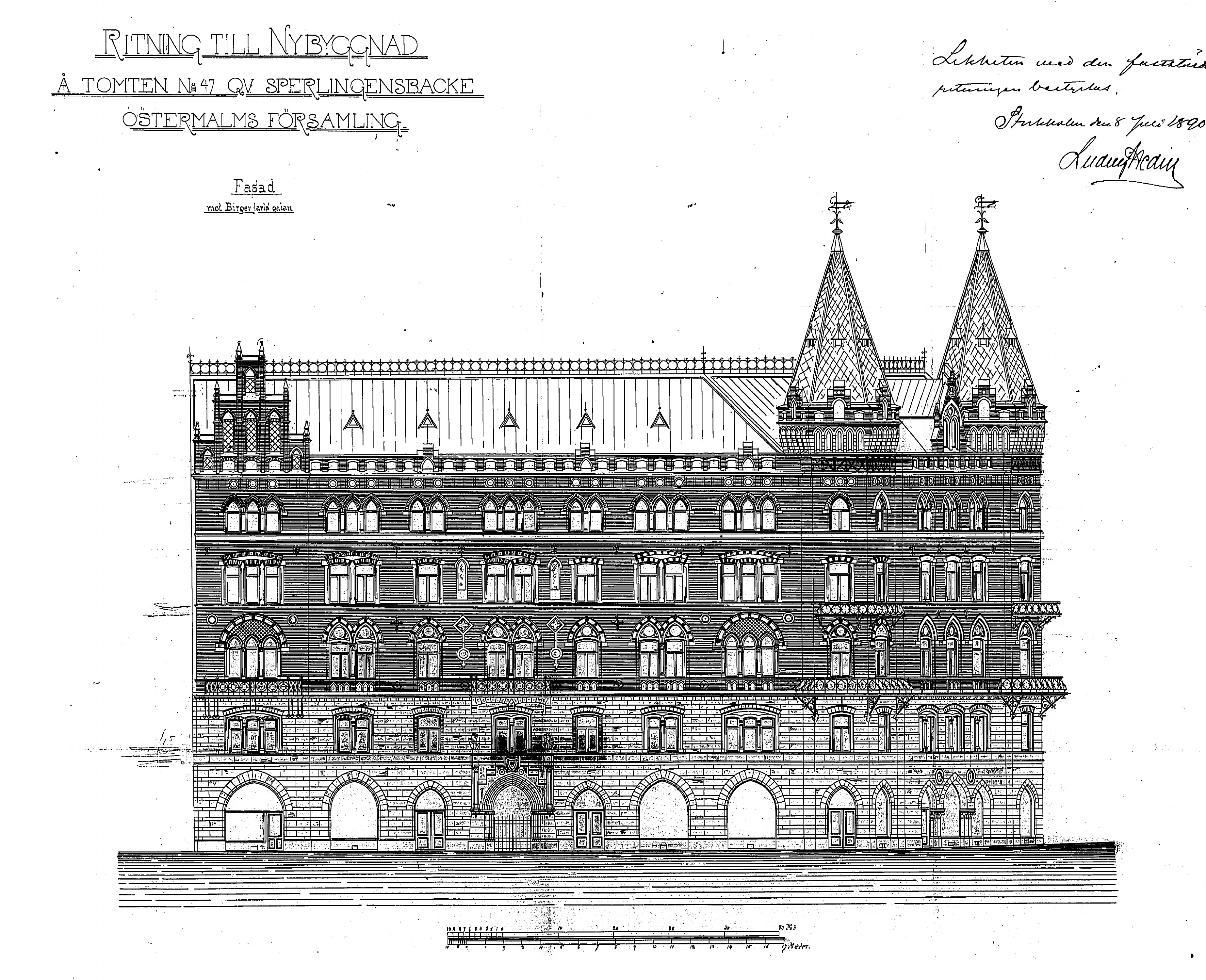
Fasadritning mot Birger Jarlsgatan, 1890.
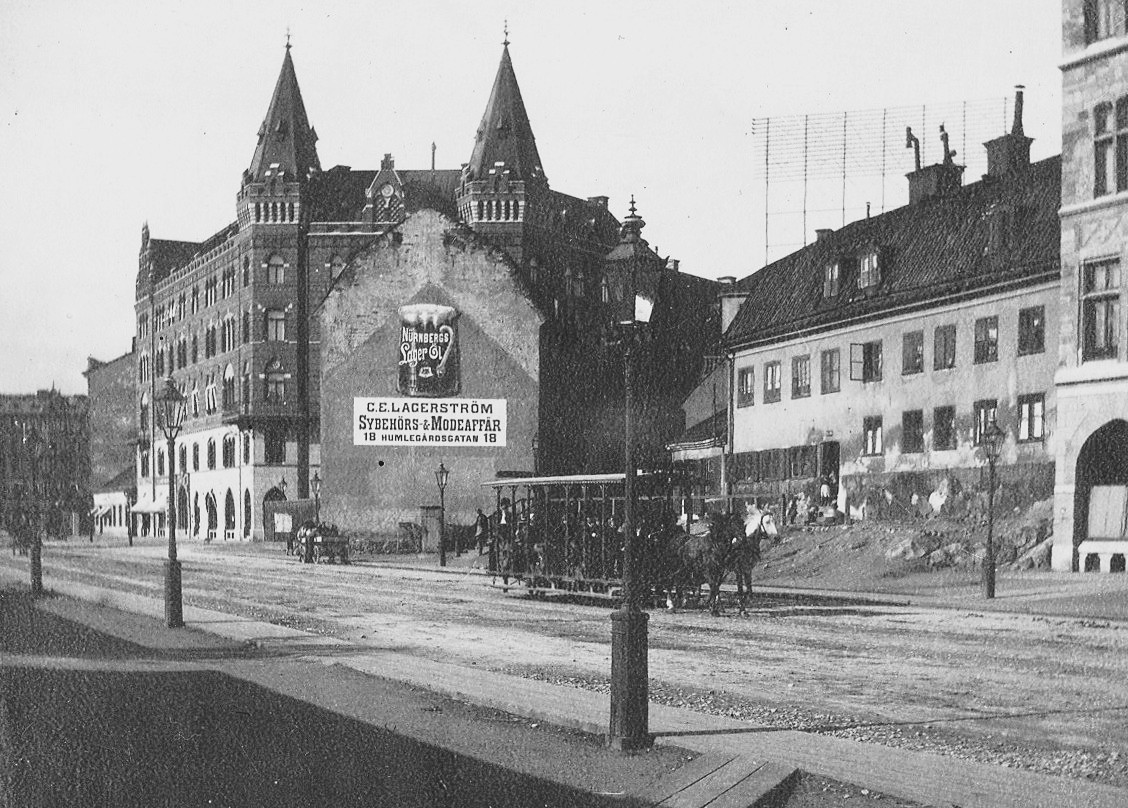
Fastigheten 1895 med äldre rivningshus framför.
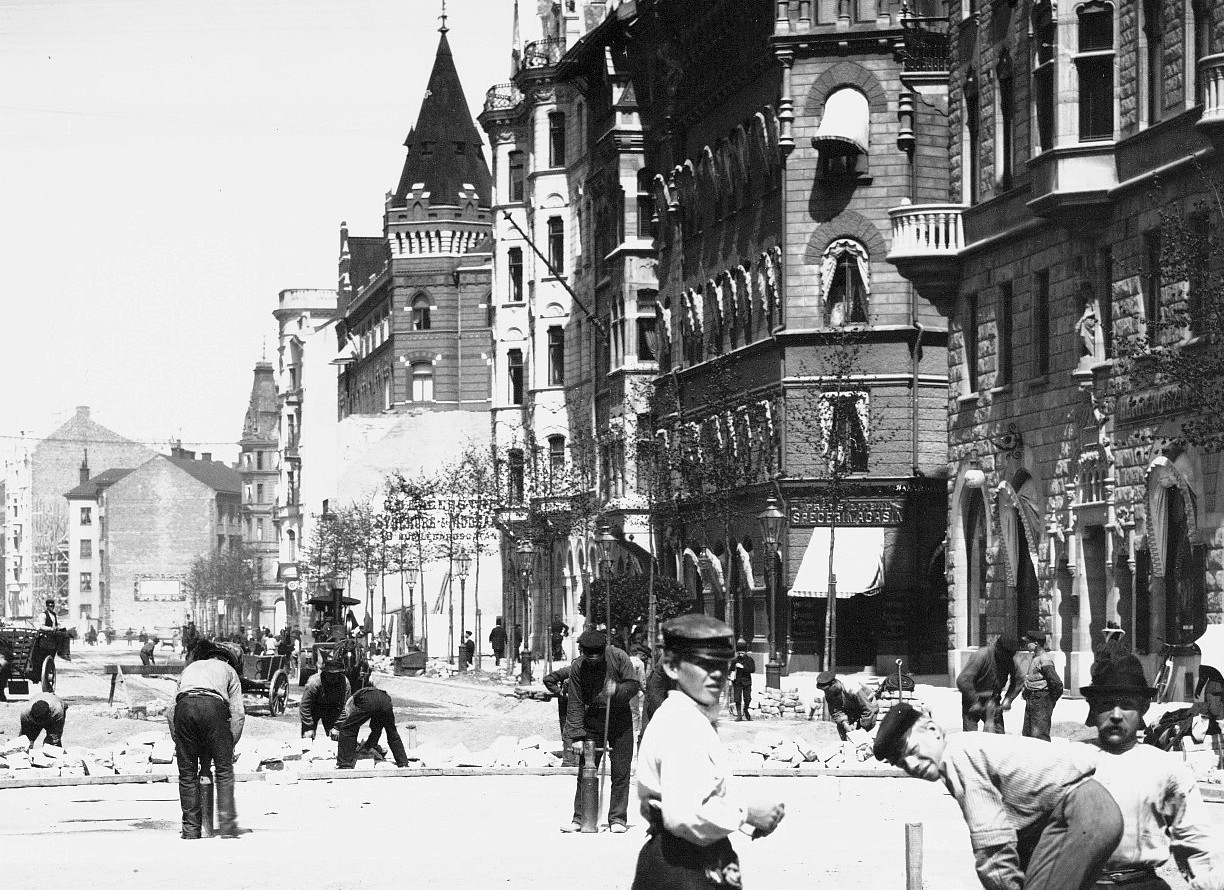
På Birger Jarlsgatan läggs gatsten, 1898. I bakgrunden till höger syns huset (med torn) på fastigheten Sperlingens Backe 47.
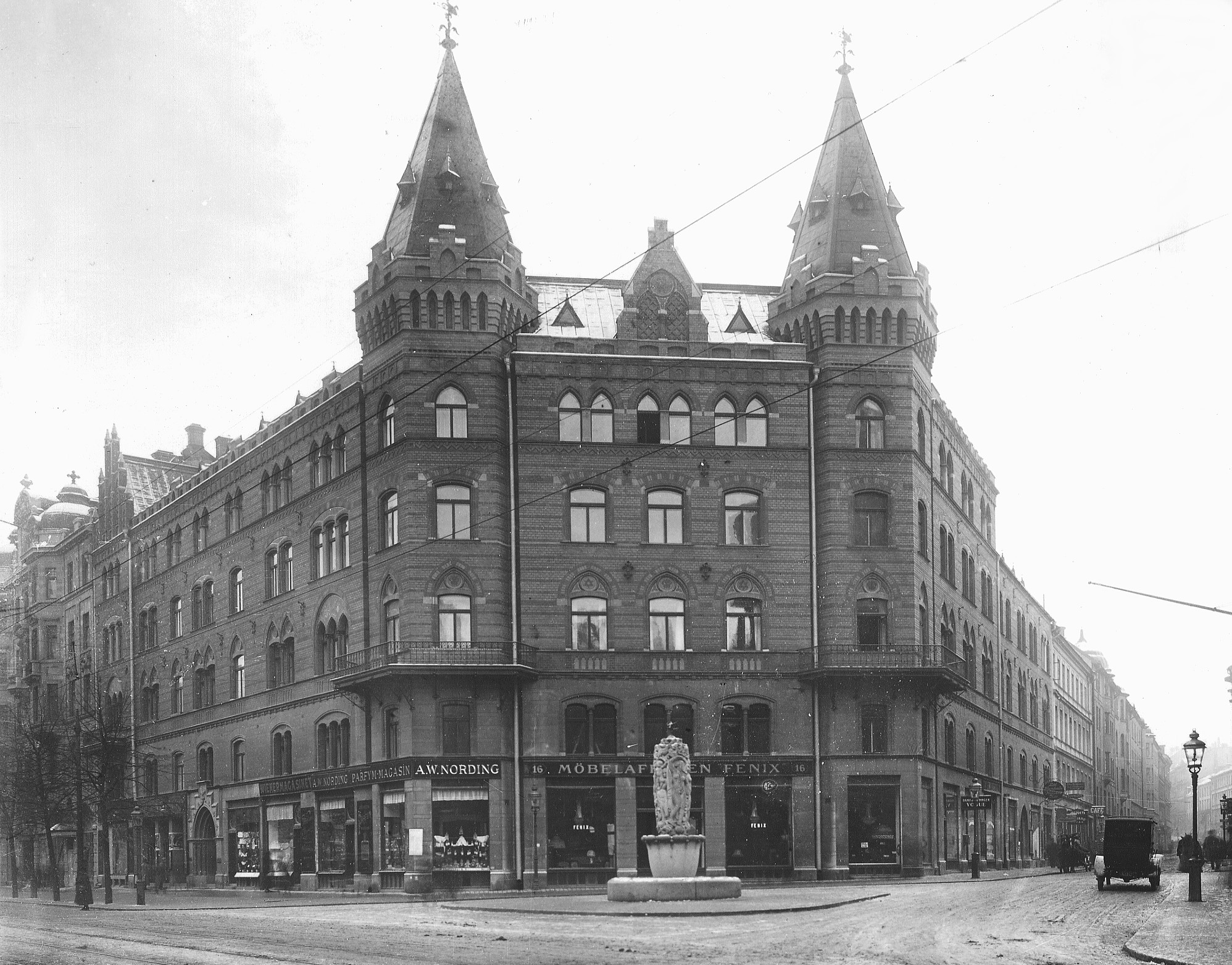
Fastigheten 1925 med Carl Eldhs skulptur Fontän.
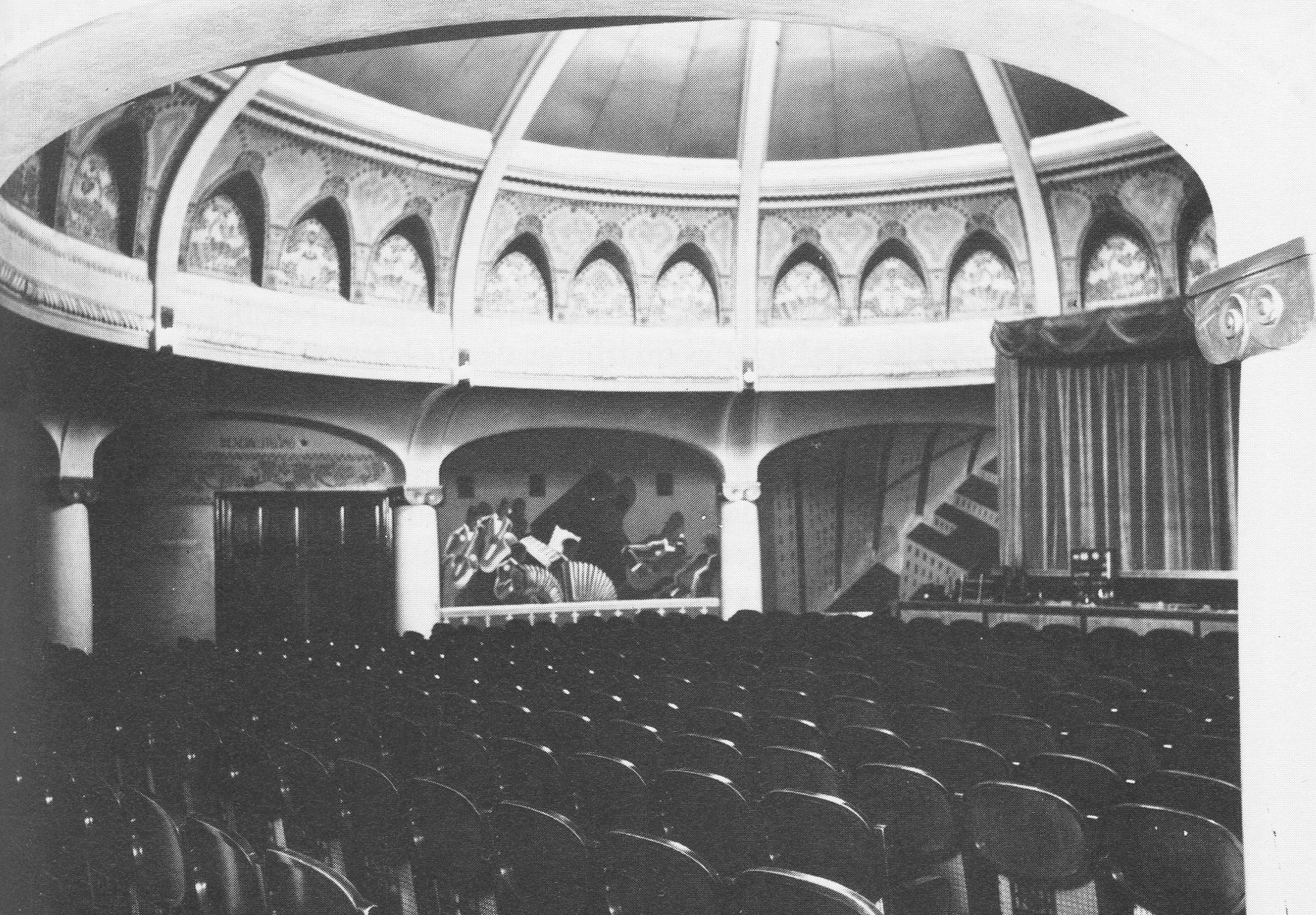
Biografen Piccadilly, 1920-tal.

### Clasons byggnad

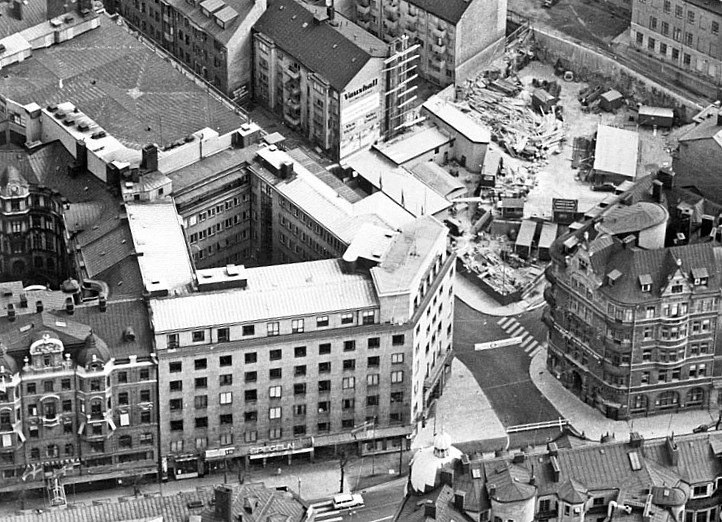
Fastigheten från luften 1965.

År 1935 invigdes brandstodsbolagets kontorshus som ritats av arkitekt Gustaf Clason. Hans far, Isak Gustaf Clason, stod 1901 som arkitekt för brandstodsbolagets fastighet på Skeppsbron 20 i Gamla stan. Huset i kvarteret Sperlingens backe fick sex våningar och en indragen vindsvåning, mot Grev Turegatan trappades byggnaden ner. Fasaderna utformades av Clason i abstrakt klassicerande stil. De släta fasaderna kläddes med vit Ekebergsmarmor. 
Huvudingången anordnades på södra kortsidan och accentuerades genom en kraftig inramning och en konsolburen balkong ovanför som sträcker sig över tre fönsteraxlar. I entréhallen skapade konstnären Ewald Dahlskog väggdekorer i marmorintarsia visande bland annat Fågel Fenix (byggherrens emblem). Kontorsvåningarna inreddes med konventionella cellkontor längs mittkorridorer. Konferensrummens väggar kläddes helt i mahogny med intarsia över dörrarna. 
Innergården överbyggdes i två våningar och innehöll  biografen Spegeln, Svensk Filmindustris stora premiärbiograf med totalt 712 platser (nedlagd 1996). Huset konstruerades av stål och betong med bärande fasader av tegel och uppfördes av Byggnadsfirman Zetterberg AB. 1964 ändrades entrén till biografen och samordnades med upp- och nedgången till Östermalms tunnelbanestation. 
Till en början skyltade ägaren med texten Städernas allmänna försäkringsbolag högst upp på huset. Seden bolaget uppgick i försäkringskoncernen Trygg-Hansa byttes texten till Hansa. Idag (2019) ägs fastigheten av Vasakronan, största hyresgäst är Kammarkollegiet. Utanför huvudentrén står sedan 1921 Carl Eldhs skulptur Fontän.

Nutida bilder
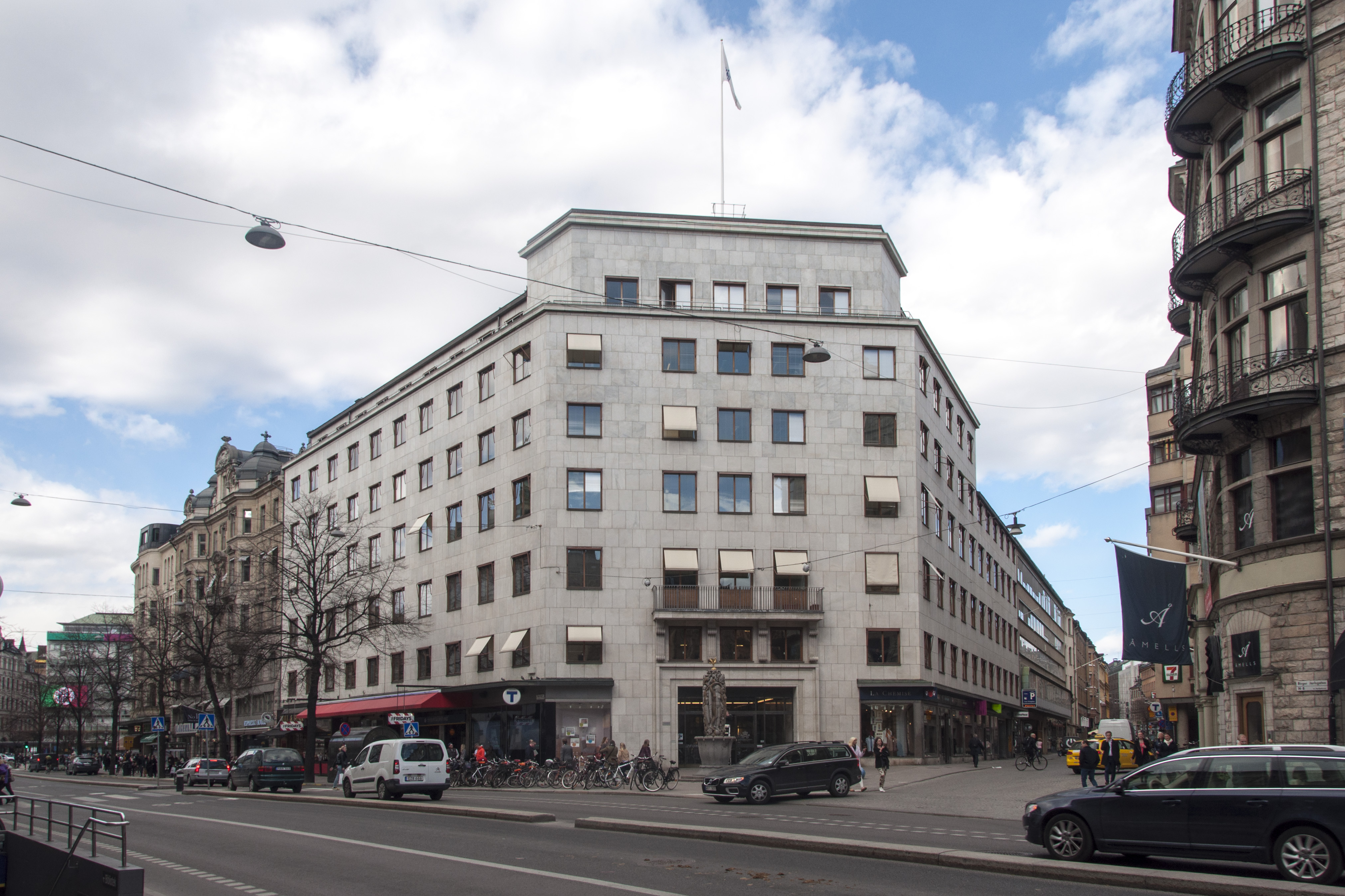
Fastigheten söderifrån.
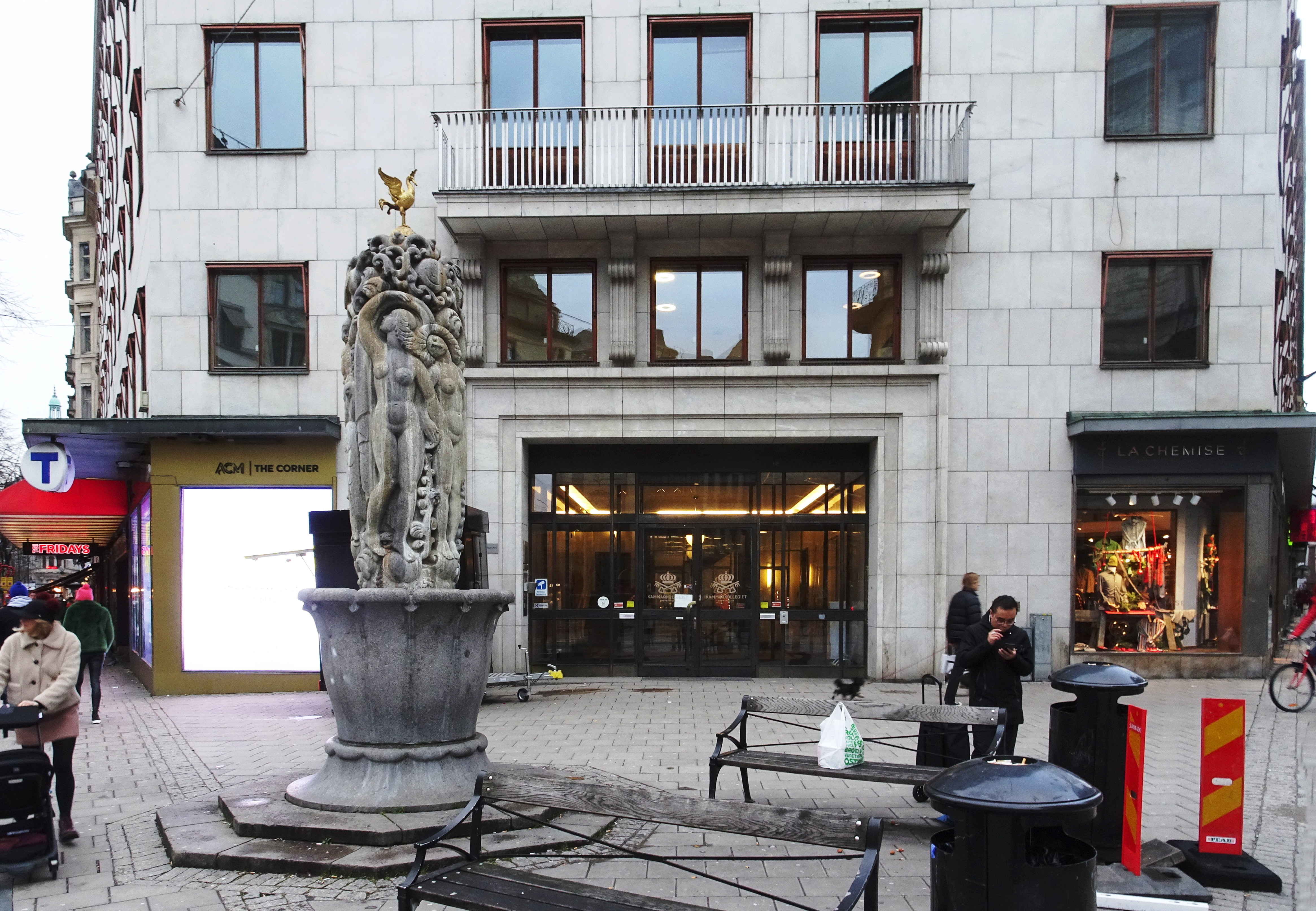
Huvudentrén med Carl Eldhs skulptur Fontän.
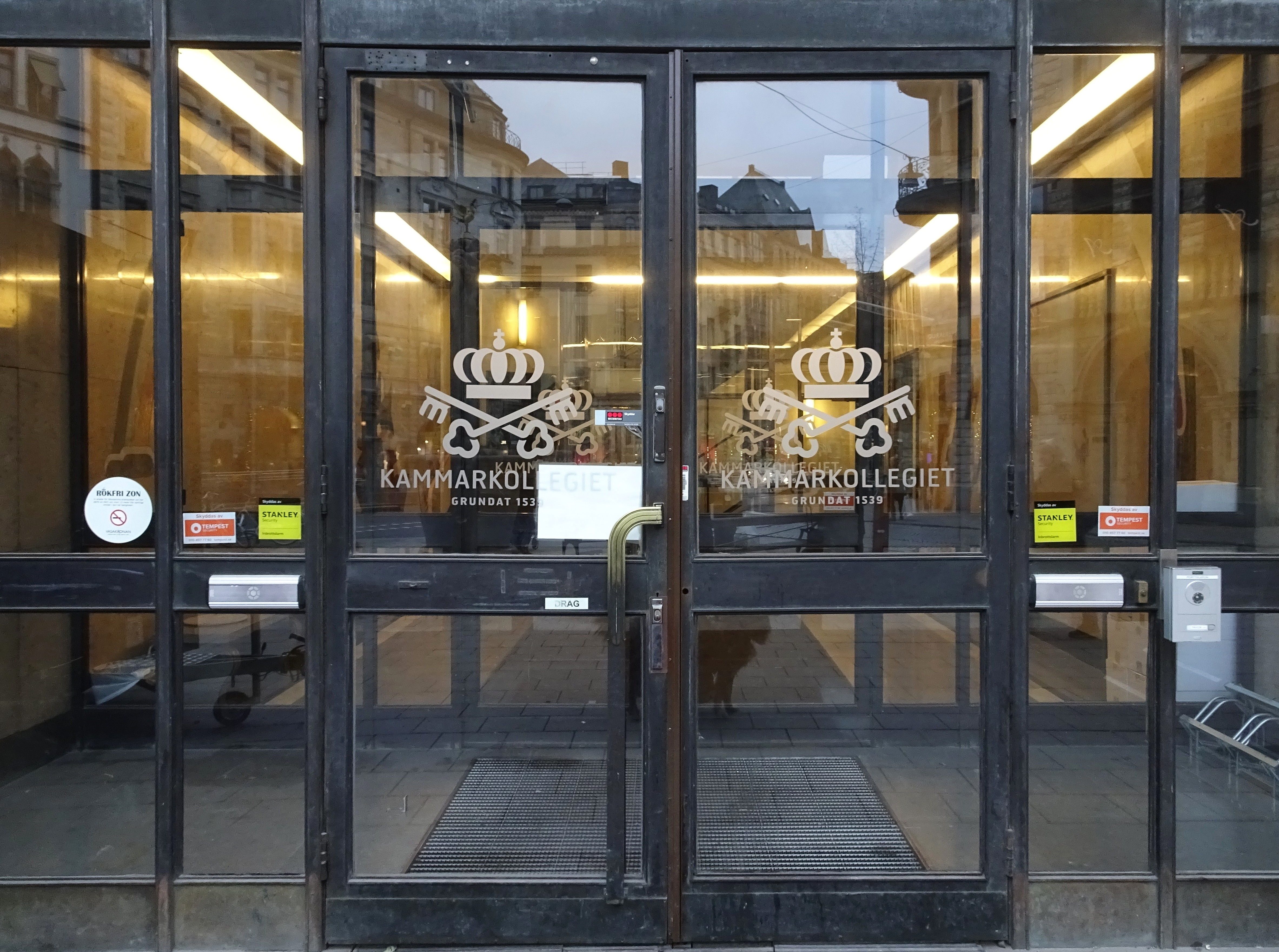
Entré till Kammarkollegiet.
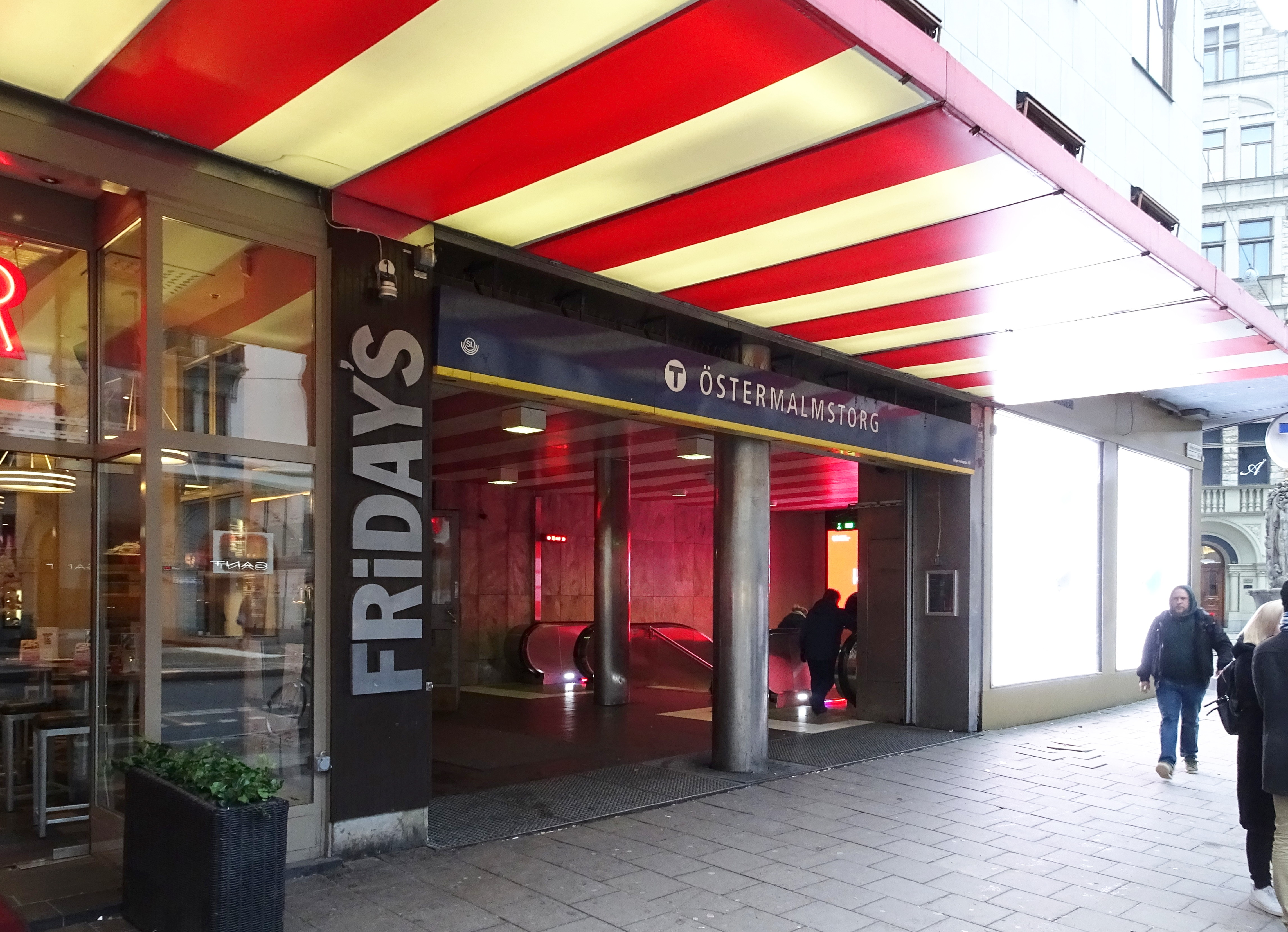
Entré till Östermalms tunnelbanestation
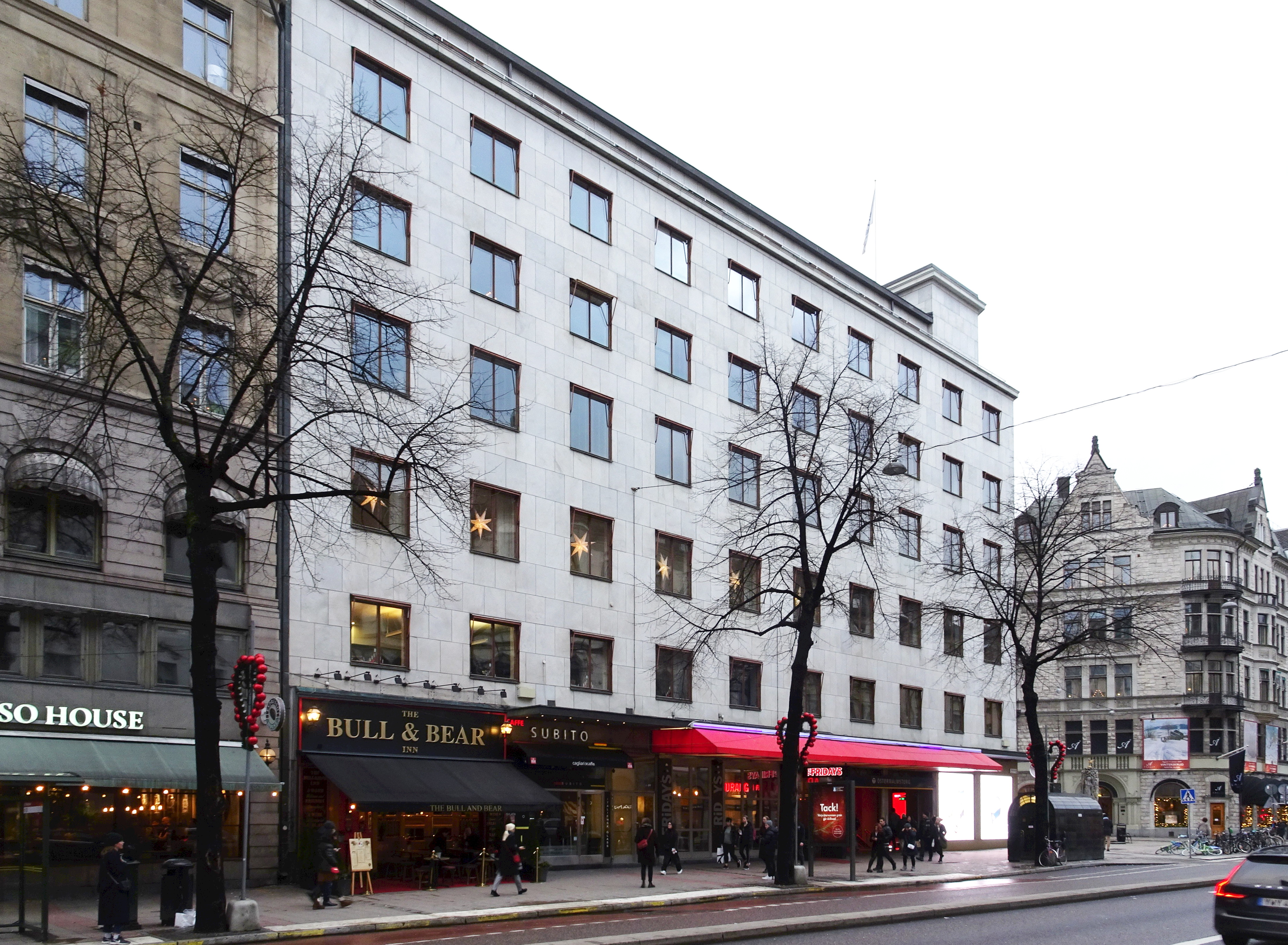
Fasad mot Birger Jarlsgatan.